# From Hell I Rise
From Hell I Rise è il primo album in studio da solista del chitarrista statunitense Kerry King, già membro degli Slayer. Il disco è stato pubblicato il 17 maggio 2024 da Reigning Phoenix Music.

## Tracce
Testi e musiche di Kerry King.
1. Diablo – 1:54
2. Where I Reign – 3:51
3. Residue – 4:40
4. Idle Hands – 3:45
5. Trophies of the Tyrant – 3:33
6. Crucifixation – 5:15
7. Tension – 2:48
8. Everything I Hate About You – 1:21
9. Toxic – 3:54
10. Two Fists – 3:37
11. Rage – 3:25
12. Shrapnel – 5:01
13. From Hell I Rise – 3:33

## Formazione
- Kerry King – chitarra
- Paul Bostaph – batteria
- Kyle Sanders – basso
- Phil Demmel – chitarra
- Mark Osegueda – voce